# Доле-под-Свето Троїцо
Доле-под-Свето Троїцо (словен. Dole pod Sveto Trojico) — поселення в общині Моравче, Осреднєсловенський регіон, Словенія. 
Висота над рівнем моря: 327,1 м.